# Radioåret 1997

## Händelser

### Februari
- 6 februari - I Sverige blir reklamradiostationen "Radio City 105,5" i Borås Radio Match och ansluter sig till Radio Matchstationerna i Jönköping och Värnamo.

### Maj
- 5 maj - Reklamradiostationen "Megapol" i Sverige byter namn till Mix Megapol och inför en ny slogan, vilken lyder Den bästa blandningen av gamla och nya låtar.

### Juni
- 19 juni - Sveriges Radio startar DAB-radiokanalen P7 Sisuradio på förslag av Sveriges Radio efter beslut av Sveriges regering.

### Oktober
- 31 oktober - I Sverige byter reklamradiostationen Radio Nova i Nyköping namn till Radio Match.

### November
- 8 november - I Sverige byter reklamradiostationerna Radio FM i Linköping och East FM i Norrköping namn till Radio Match.

## Radioprogram

### Sveriges Radio
- 1 december - Årets julkalender är Teskedsgumman, i repris från 1967.[1]

## Avlidna
- 19 september – Marcus Ölander, 60, Sveriges Radios korrespondent (tågolycka).[2]

### Fotnoter
1. ↑  ”1997, Teskedsgumman”. Sveriges Radio. http://sverigesradio.se/barn/julkalendrar/1997.stm. Läst 31 augusti 2015.
2. ↑   Horisont 1997. Bertmarks